# Aryabhata (kráter)
Aryabhata je lávou zatopený kráter o průměru 22 km nacházející se ve východní části Mare Tranquillitatis (Moře klidu) na přivrácené straně Měsíce. Je téměř celý zaplavený ztuhlou lávou, zbyla z něho jen část okrajového valu ve tvaru oblouku, který je rozevřen směrem na severozápad.
Jižně od něj leží rovněž lávou zaplavený kráter Maskelyne F, západo-jihozápadně se nachází kráter Wallach, severozápadně Sinas. Severovýchodně až východo-severovýchodně lze nalézt dvojici lunárních dómů (což je druh štítové sopky) Cauchy ω (Cauchy Omega) a Cauchy τ (Cauchy Tau).

## Název
Je pojmenován podle indického astronoma a matematika Árjabhaty. Než jej v roce 1979 Mezinárodní astronomická unie přejmenovala na současný název, nesl označení Maskelyne E.